# 余九穀
余九穀（?—?），清朝政治人物。
余九穀曾于1901年接替濮子潼任松江府知府一职，1902年由许祐身接任。